# هندسة الجودة

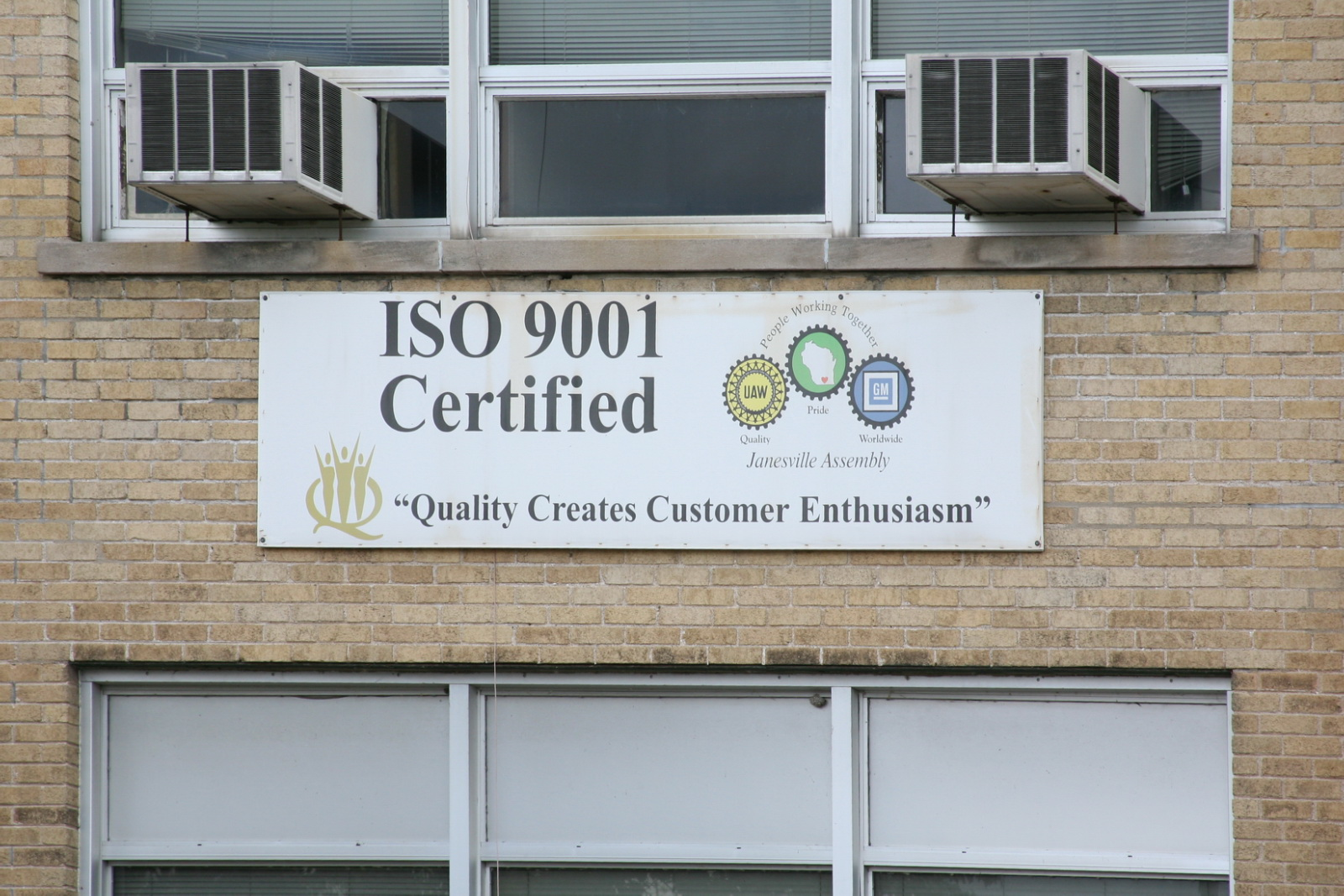

هندسة الجودة (بالإنجليزية: Quality Engineering)‏ هو فرع من فروع الهندسة الذي يتعامل مع تحليل نظم (التصنيع والإنتاج وتطور البرمجيات) في جميع المراحل، لتحسين جودة المنتجات النهائية لهذه النظم كبضائع أو خدمات.

## التخصص العلمي
عادة ما تكون الدراسة على مستوى الدراسات العليا. مثلاً جامعة كونكورديا في مونتريال كندا لديها أختصاص ماجستير في هندسة نظم الجودة. الهدف من هذا البرنامج الأكاديمي هو تزويد الخريجين بخبرة كاملة في هندسة أنظمة الجودة. هذا يرجع أساسا إلى حقيقة أن هذا البرنامج هو مجموعة متكاملة من مقررات إلزامية وتكميلية وغير متداخلة تعالج جميع جوانب هندسة نظم الجودة. القصد الرئيسي من هذا البرنامج هو ذو شقين: أولا، يعني البرنامج لإعداد الطلاب بالمهارات والخبرات والمعارف في أحدث التقنيات وأفضل الممارسات اللازمة لتصميم ونمذجة وتحليل وتنفيذ وإدارة أنظمة الجودة. الثانية، سيقوم البرنامج وضع التركيز على مساعدة كل فرد على اكتساب المهارات والمعارف اللازمة لتحقيق أقصى قدر إمكاناته كباحث في أنظمة الجودة والهندسة المرنة وإدارة سلسلة التوريد. وسوف يشارك الطلاب في البحوث التطبيقية والأكاديمية بالطبع من دراسة نظرية القائمة ودراسة الطرق التي تؤثر في نوعية هذه النظم والخدمات والمنتجات والعمليات.
جامعة ولاية واين الأمريكية تقدم تخصص هندسة الجودة كأحد الإختيارات التخصصية ضمن برنامج ماجستير هندسة التصنيع. يدرس الطالب مبادئ التحكم في الجودة، الدراسات الإحصائية في الهندسة التطبيقية، نظم إدارة الجودة، تصميمات المشاريع، دراسات عمليات التصنيع، دراسات تقدير الكفاية الإنتاجية، بالإضافة إلى مواد إختيارية أخرى تكون كلها ذات علاقة بهندسة الجودة مثل إستراتيجيات التصنيع، أنظمة الإنتاج، إدارة عمليات الإمداد، ودراسات هندسة الجودة المتقدمة.
أما متطلبات الالتحاق بالبرنامج الدراسى تكون كالأتى أن يكون المتقدم حاصل على درجة البكالوريوس في الهندسة من جامعة معترف بها. كما من الممكن أيضاً قبول الطلاب خريجين الرياضيات، الفيزياء، علوم الحاسبات، أو أي تخصص ذو دراسة تحليلية في البرنامج الدراسى.
جامعة الإسكندرية في مصر تمنح دبلوم دراسات عليا بهندسة جودة الإنتاج ضمن برنامج ماجستير هندسة الإنتاج.
الجامعة العمالية في مصر تمنح بكالوريوس في هندسة الرقابة على الجودة بعدة دراسة سنة خامسة إضافية.

## مجالات العمل
يعمل مهندس الجودة على القيام باختبارات تحديد الجودة في الصناعات المختلفة، وتحليل المواد الخام والعناصر الأخرى الداخلة في عملية الإنتاج، ومعاينة المنتج النهائى، والكثير من الطلاب الذين درسوا هندسة الجودة في الخارج إتجهوا للعمل في تلك الدول نظراً لتميز سوق العمل في تلك الدول بالعديد من المزايا، فعلى سبيل المثال ووفقاً لمعلومات إحصائية موقع سالارى فإن مهندس الجودة حديث التخرج في الولايات المتحدة يحصل على 56.773 دولار في العام بالإضافة للمزايا الأخرى.

## اقرأ أيضًا
- قائمة مواضيع إدارة وهندسة الجودة
- قائمة فروع الهندسة
- هندسة صناعية إنتاجية